# 旱黍草
旱黍草（学名：Panicum trypheron），为禾本科黍属下的一个植物种。